# Поле класса
По́ле кла́сса или атрибу́т (переменная-член, data member, class field, instance variable) в объектно-ориентированном программировании — переменная, описание которой создаёт программист при создании класса. Все данные объекта хранятся в его полях. Доступ к полям осуществляется по их имени. Обычно тип данных каждого поля задаётся в описании класса.

## Поля структур
Структурные типы, поддерживаемые большинством языков программирования (называемые структурами (structure) в Си, записями (record) в Паскале и т. д.), являются частным случаем классов — а именно, классами из одних только полей. Вся информация, относящаяся к полям классов, в равной степени относится и к структурным типам.

## Статические поля
Обычно каждому объекту соответствуют собственные значения всех его полей. Также к полям класса относят статические поля (static data members, static class fields, class variables) — поля, общие для всех объектов класса.
Статические поля семантически не отличаются от обычных глобальных переменных, но они доступны только по квалифицированному имени (то есть с указанием имени класса), и поэтому, в отличие от глобальных переменных, не загромождают пространство глобальных имён.
В некоторых объектно-ориентированных языках программирования, таких как Java, не существует глобальных переменных, и поэтому статические поля классов — единственный способ хранения глобальных данных в программах на этих языках.

## Битовые поля
Некоторые языки, такие как C++, позволяют определять битовые поля. Эти поля занимают менее одной единицы памяти (байт, слово); компилятор сам упаковывает несколько битовых полей в одну единицу памяти, позволяя при этом обращаться к битовым полям как к отдельным полям класса.
Понятие битовых полей не ограничивается полями классов: по аналогии оно было перенесено и на другие случаи упаковки в одну единицу памяти нескольких значений, например в сетевых протоколах и в форматах файлов.

## Советы по использованию
Обычно, область доступа полей класса делают закрытой (private), то есть доступ к ним разрешается только методам того же класса. Чтобы предоставить пользователям класса значения его полей, используются свойства: они позволяют классу контролировать изменение его полей, например проверять принадлежность заданного значения диапазону допустимых значений.
Когда доступ к полю инкапсулируется процедурами свойства, возможно обновлять код, обрабатывающий изменения значения этого свойства, не нарушая совместимость с существующими пользователями класса. Поэтому, принято создавать процедуры свойства для доступа к полям класса, даже тогда, когда на начальном этапе разработки не требуется никакой дополнительной обработки присваиваемых полю значений.

## Примеры использования

### C++
```
class
 
foo
 
{

 
private
:

    
int
 
x
;
 
// Это поле — закрытое. Доступ к нему возможен только

           
// из методов класса ''foo''.

 
public
:

    
int
 
y
;
 
//Это поле — открытое. Доступ к нему возможен из

           
//любого места программы. Рекомендуется так не делать.

 

 
// Эти два метода ([[свойство (программирование)#Процедуры свойств|акцессор]]

 
// и [[w:en:Mutator method|мутатор]]) обеспечивают доступ к

 
// закрытому полю x. Рекомендуется делать именно так.

    
int
 
get_x
()
 
{
return
 
x
;};

    
void
 
set_x
(
int
 
x
)
 
{
this
->
x
 
=
 
x
;
 
};

 

    
static
 
int
 
z
;
 
// Это статическое поле. Оно принадлежит классу

                  
// foo целиком, а не его объектам.

 

    
char
 
a
:
3
;
 
// Это битовые поля. В сумме они занимают

    
char
 
b
:
3
;
 
// 8 бит, т.е. они будут размещены в одном

    
char
 
c
:
1
;
 
// байте памяти. Таким образом возможно

    
char
 
d
:
1
;
 
// обращаться к отдельным битам памяти.

 
};

```

### Delphi
```
 
type
 
foo
 
=
 
class

   
private

     
x
:
 
Integer
;
 
// закрытое поле

   
public

     
y
:
 
Integer
;
 
// открытое поле

 

 
// для доступа к закрытому полю в Delphi можно использовать свойства

     
function
 
get_x
:
 
Integer
;
      
// акцессор

     
procedure
 
set_x
 
(
x
:
 
Integer
)
;
 
// мутатор

     
property
 
_x
:
 
Integer
 
read
 
get_x
 
write
 
set_x
;

 
// поддержка статических полей для .NET/Win32 введена в Delphi 8/2007 соответственно

     
class
 
var
 
z
:
 
integer
;
 
// Это статическое поле. Оно принадлежит классу

                           
// foo целиком, а не его объектам.

 
// в Delphi не поддерживаются битовые поля

   
end
;

```

### Python
В Python поля и методы обычно называются общим термином атрибуты. Статические атрибуты могут быть перегружены в экземпляре. Атрибуты экземпляра определяются не в структуре класса, а в методах (например, конструкторе). Атрибуты, доступ к которым управляется отдельными методами, называются свойствами (синтаксически доступ к атрибутам и свойствам идентичен):
```
 
class
 
Foo
(
object
):

    
z
 
=
 
0
                      
# атрибут класса (статический атрибут)

    
def
 
__init__
(
self
,
 
x
,
 
y
):
  
# конструктор

        
self
.
_x
 
=
 
x
            
# закрытый атрибут (на уровне соглашения между программистами)

        
self
.
y
 
=
 
y
             
# открытый атрибут

    
def
 
getx
(
self
):
 
return
 
self
.
_x
            
# методы для чтения,

    
def
 
setx
(
self
,
 
value
):
 
self
.
_x
 
=
 
value
    
# записи

    
def
 
delx
(
self
):
 
del
 
self
.
_x
               
# удаления свойства

    
x
 
=
 
property
(
getx
,
 
setx
,
 
delx
,
 
"Свойство 'x'."
)
    
# определение свойства

```

Применение:
```
foo = Foo(2, 4)               # создание экземпляра
foo.y = 10                    # связывание значения с атрибутом
foo.x = 30                    # то же, но эквивалентно foo.setx(30)
print foo.x, foo.y, foo.z     # печать атрибутов
del foo.x                     # удаление свойства
print foo._x                  # не рекомендуется
print foo.__x                 # не сработает, так как в классе нет такого атрибута
```

### PHP
```
<?php

class
 
HelloWorld
 
{

  
private
 
$message
;
 
// Приватное поле класса HelloWorld

  
public
 
$global_message
;
 
// Публичное поле

  
  
// Доступ к приватному полю

  
public
 
function
 
GetMessage
()
 
{

    
return
 
$this
->
message
;

  
}

}

?>

```